# 하이집트

상이집트와 하이집트

하이집트(Lower Egypt, 下이집트)는 이집트의 지역을 일컫는 이름이다. 현재의 카이로 남부부터 지중해까지의 나일 강 삼각주 지대를 지칭한다. 카이로 이남 나일 강 하곡의 상이집트와 함께 고대 이집트를 구성하는 양대의 지역이었다. 중간기에는 상이집트와 하이집트에 각각의 왕조가 분권하여 패권을 다투는 경우도 있었다.

## 같이 보기
- 상이집트
- 상하 이집트
- 노모스
- 고대 이집트